# Joël Robert
Joël Émile Édouard Robert (Châtelet, 26 de novembro de 1943 – 13 de janeiro de 2021), mais conhecido como Joël Robert, foi um motociclista belga de motocross.

## Biografia
Robert veio de uma família de motociclistas e começou sua carreira na pequena cidade belga de Chatelet, onde viveu.
Em 1964, tornou-se campeão mundial de motocross, categoria 250 cc, com apenas 21 anos de idade (um dos mais jovens da história da competição), na equipe CZ da antiga Tchecoslováquia. De 1965 a 1967, com a obtenção de três vice-campeonatos, manteve seu alto nível. De 1968 a 1972 obteve um sensacional pentacampeonato mundial na categoria, primeiro com a equipe tcheca CZ e o restante com a equipe japonesa Suzuki.
Também participou de corridas na categoria Trans Am.
Foi um dos primeiros esportistas da categoria a dar especial atenção ao preparo físico, embora fumasse muito.
Obteve um recorde de cinquenta vitórias, somente superado em 2004 por seu compatriota Stefan Everts.
Em 2000, foi introduzido ao Motorcycle Hall of Fame da AMA.
Robert dedicou-se à equipe nacional da Bélgica de motocross e à descoberta de novos talentos.
Morreu em 13 de janeiro de 2021, aos 77 anos, após ficar internado devido à COVID-19.

## Títulos
- 1964 Campeonato Mundial de Motocross 250cc - equipe: CZ
- 1968 Campeonato Mundial de Motocross 250cc - equipe: CZ
- 1969 Campeonato Mundial de Motocross 250cc - equipe: CZ
- 1970 Campeonato Mundial de Motocross 250cc - equipe: Suzuki
- 1971 Campeonato Mundial de Motocross 250cc - equipe: Suzuki
- 1972 Campeonato Mundial de Motocross 250cc - equipe: Suzuki

## Campanhas de destaque
- 1965 2º lugar Campeonato Mundial de Motocross 250cc - equipe: CZ
- 1966 2º lugar Campeonato Mundial de Motocross 250cc - equipe: CZ
- 1967 2º lugar Campeonato Mundial de Motocross 250cc - equipe: CZ